# Izrael a 2010. évi téli olimpiai játékokon

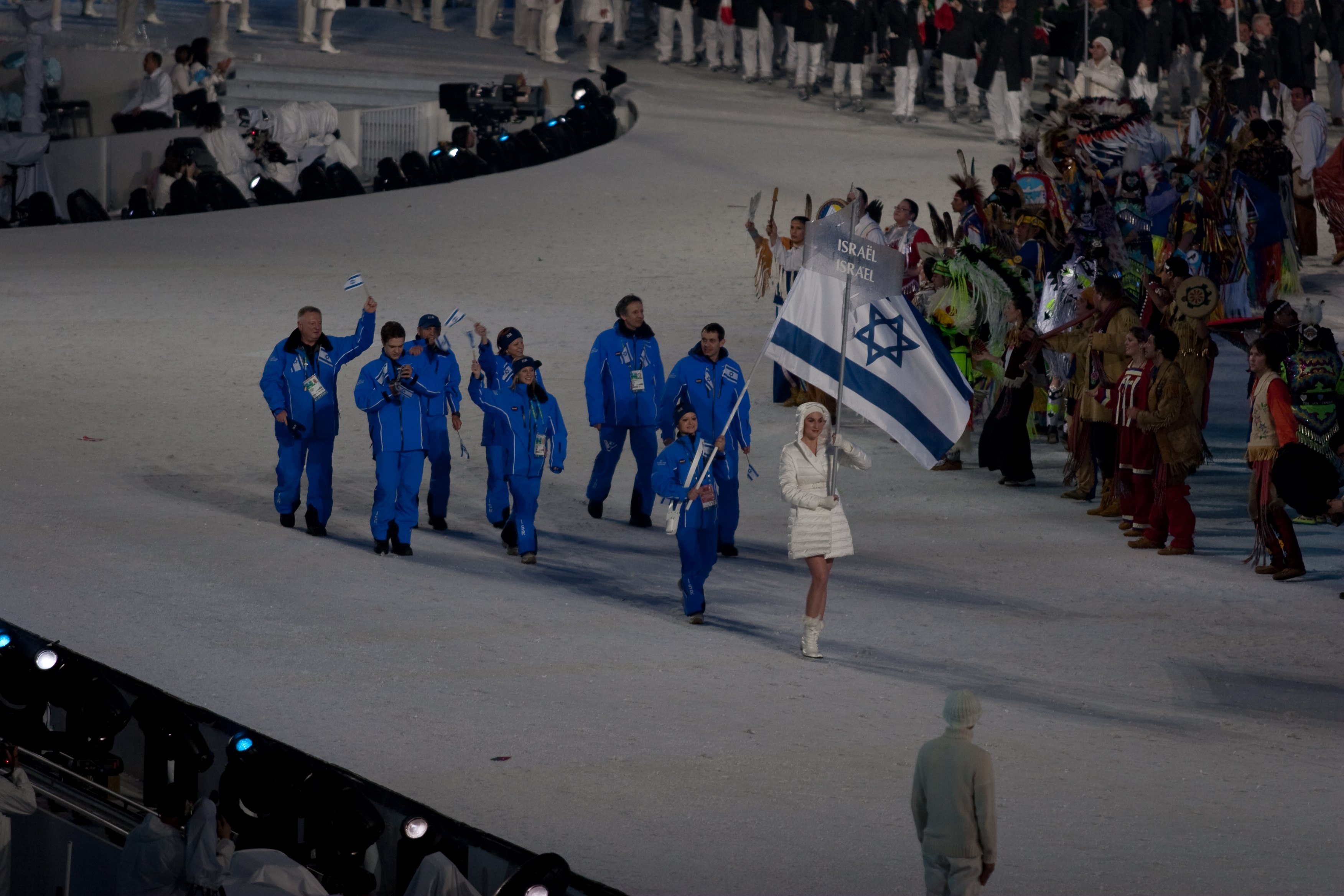
Izrael olimpiai küldöttsége a megnyitón

Izrael a kanadai Vancouverben megrendezett 2010. évi téli olimpiai játékok egyik részt vevő nemzete volt. Az országot az olimpián 2 sportágban 3 sportoló képviselte, akik érmet nem szereztek.

## Alpesisí
Férfi
| Versenyző       | Versenyszám      | 1. futam | 1. futam | 2. futam | 2. futam | Összesítés | Összesítés |
| Versenyző       | Versenyszám      | Idő      | Hely.    | Idő      | Hely.    | Idő        | Helyezés   |
| --------------- | ---------------- | -------- | -------- | -------- | -------- | ---------- | ---------- |
| Mihajlo Renzsin | Műlesiklás       | 52,84    | 39.      | 56,07    | 34.      | 1:48,91    | 35.        |
| Mihajlo Renzsin | Óriás-műlesiklás | 1:25,77  | 62.      | 1:28,04  | 54.      | 2:53,81    | 55.        |

## Műkorcsolya
| Versenyző                           | Versenyszám | Kötelező tánc | Kötelező tánc | Eredeti (original) tánc | Eredeti (original) tánc | Kűr   | Kűr   | Összesítés | Összesítés |
| Versenyző                           | Versenyszám | Pont          | Hely.         | Pont                    | Hely.                   | Pont  | Hely. | Pont       | Helyezés   |
| ----------------------------------- | ----------- | ------------- | ------------- | ----------------------- | ----------------------- | ----- | ----- | ---------- | ---------- |
| Alekszandra Zareckij Roman Zareckij | Jégtánc     | 34,38         | 10.           | 55,24                   | 10.                     | 90,64 | 10.   | 180,26     | 10.        |